# Bryn Eryr
Bryn Eryr er en arkæologisk område nær Llansadwrn på Anglesey Wales, hvor resterne af en jernaldergård bestående af tre rundhuse er blevet udgravet. Udgravningerne fandt sted fra 1985-1987 og blev udført Gwynedd Archaeological Trust.
To af rundhusene er blevet rekonstrukteret på St Fagans National Museum of History i Cardiff. Opførslen begyndte i 2015 og blev udført af frivillige, der også inkluderede skolebørn. Det var en del af en ebvillinge på £11,5 mio. fra Storbritanniens Heritage Lottery Fund. Det åbnede for offentligheden i 2016.